# Troisdorf
Troisdorf là một thị xã ở huyện Rhein-Sieg-Kreis, Bắc Rhine-Westphalia, Đức.
Troisdorf có cự ly khoảng 22 km về phía nam của Köln và 13 km về phía bắc của Bonn.

## Phân chia hành chính
Troisdorf có 12 đơn vị cấp dưới (dân số thời điểm 31 tháng 12 năm 2005):
- Troisdorf (15.947 người)
- Spich (12.920 người)
- Sieglar (8.773 người)
- Friedrich-Wilhelms-Hütte (7.644 người)
- Oberlar (6.109 người)
- West (5.531 người)
- Bergheim (5.232 người)
- Rotter See (4.098 người)
- Eschmar (3.242 người)
- Kriegsdorf (2.640 người)
- Altenrath (2.545 người)
- Müllekoven (1.915 người)

## Thành phố kết nghĩa
- Évry, Pháp, từ năm 1972
- Genk, Bỉ từ năm 1990
- Heidenau Đức, từ năm 1990
- South Bank, Middlesbrough, Anh quốc, từ năm 1990
- Corfu, Hy Lạp, từ năm 1996
- Nam Thông, Cộng hòa Nhân dân Trung Hoa, từ năm 1997
- Mushtisht, Kosovo từ năm 2001
- Özdere, Thổ Nhĩ Kỳ từ năm 2004